# Acraea lindica
Acraea lindica är en fjärilsart som beskrevs av Embrik Strand 1911. Acraea lindica ingår i släktet Acraea och familjen praktfjärilar. Inga underarter finns listade i Catalogue of Life.